# Joachim Richter (Politiker)
Joachim Richter (* 2. April 1941 in Dohna; † 27. Oktober 2000) war ein deutscher Politiker (SPD). Er war 1990 Abgeordneter der Volkskammer der DDR und von 1991 bis 1999 Mitglied im Sächsischen Landtag.

## Leben
Richter besuchte die Schule in Dresden und Chemnitz und absolvierte im Anschluss eine Berufsausbildung zum Zimmerer. Von 1962 bis 1963 leistete er den Wehrdienst in Zwickau und in Karl-Marx-Stadt. Danach folgte ein Studium der Theologie im Theologischen Seminar Bad Klosterlausnitz. Er war danach als Pastor in Dittersdorf, Breitenbrunn und Zwickau tätig.
Ab November 1989 war er Mitglied der SPD. Er war Mitbegründer der SPD in Zwickau und stellvertretender Vorsitzender der SPD im Unterbezirk Zwickau. Er war an der Organisation der Friedensgebete in Zwickau beteiligt und war von Dezember 1989 bis März 1990 Geschäftsführer der SPD Zwickau. Von März bis Oktober 1990 war er Mitglied der Volkskammer. Am 21. Februar 1991 rückte er für Walter Christian Steinbach in den Landtag von Sachsen nach, in den er auch in der zweiten Wahlperiode über die Landesliste einzog. Er war stellvertretender Vorsitzender im Innenausschuss. Nach Ablauf der Wahlperiode schied er 1999 aus dem Landesparlament aus.

## Weblink
- Biografie von Joachim Richter. In: Wilhelm H. Schröder: Die Abgeordneten der 10. Volkskammer der DDR (Volkparl)

| Personendaten    | Personendaten                       |
| ---------------- | ----------------------------------- |
| NAME             | Richter, Joachim                    |
| KURZBESCHREIBUNG | deutscher Politiker (SPD), MdV, MdL |
| GEBURTSDATUM     | 2. April 1941                       |
| GEBURTSORT       | Dohna                               |
| STERBEDATUM      | 27. Oktober 2000                    |